# 606 Dywizja do Zadań Specjalnych
606 Dywizja do Zadań Specjalnych (niem. Division z.b.V. 606) - jedna z dywizji niemieckich z okresu II wojny światowej. Utworzona w listopadzie 1944 roku w Holandii ze sztabu i części 344 Dywizji Piechoty.
Podlegała 1 Armii Spadochronowej, dokładniej LXXXXVI Korpusowi Armijnemu i II Korpusowi Spadochronowemu (Grupa Armii G). Od lutego 1945 roku walczyła na froncie wschodnim w składzie Grupy Armii Wisła (CI Korpus Armijny 9 Armii). Brała udział w obronie Kostrzyna, ponosząc ciężkie straty. 11 kwietnia, po wchłonięciu resztek 541 Dywizji Grenadierów Ludowych, została przekształcona w 606 Dywizję Piechoty.

## Skład w lutym 1945 roku
- 3 Pancerny Batalion Szkoleniowo-Rezerwowy
- Szkoła Sportów Motorowych Wriezen
- Batalion Policyjny Bremen-Helbig
- Zapasowa Kompania Pionierów Pancernych
- Alarmowy Batalion Marynarki
- 2 bataliony Volkssturmu
- 3 bataliony alarmowe